# Dehradun
Dehradun (hind. देहरादून), glavni grad savezne države Uttarakhand na sjeveru Indije. Do 9. studenog 2000. godine kada je osnovana navedena savezna država, grad je pripadao Uttar Pradeshu. U zemljopisnom smislu, grad se nalazi u podnožju Himalaje i doline Doon, oko 230 km sjeverno od indijskog glavnog grada New Delhija. Prema posljednjem popisu stanovništva iz 2011. godine u gradu je živjelo 578.420 žitelja.

## Vanjske poveznice
- Službene stranice grada Dehraduna  Arhivirana inačica izvorne stranice od 22. kolovoza 2009. (Wayback Machine)

Ostali projekti
|  | Zajednički poslužitelj ima još gradiva o temi Dehradun |